# 椿原慧
椿原 慧（つばきはら けい、2003年〈平成15年〉6月9日 - ）は、日本の俳優。東京都出身。スターダストプロモーション第一事業部所属 。

## 来歴
2020年1月23日、公式Instagramを開設した。2月2日、第7回CONOMi日本制服アワード 男子準グランプリを受賞した。3月21日、バレーボウイズのシングル『ひとみ』で、ミュージック・ビデオに初出演した。7月19日、青山学院大学卒業制作 短編映画『Sister』にて、松原優太役で、映画に初出演・初主演を務め、俳優デビューした。 
2021年2月17日、ヤマハミュージックジャパン「おかえり、おんがく。」で、CMに初出演した。4月13日、配信ドラマ『ヒミツのアイちゃん』にて、髙田亮太役で、配信ドラマに初出演した。10月20日、テレビドラマ『しまねがドラマになるなんて!』にて、石見真之介役で、テレビドラマに初出演した。
2022年8月10日、舞台『ハイスクール・ハイ・ライフ』にて、椿役で、舞台に初出演した。

## 人物
趣味は、サウナ、読書、レコード集め。特技は、バスケットボール、ギター。

## 受賞歴
2020年
- 第7回CONOMi日本制服アワード 男子準グランプリ

## 出演
役名の太字は主演作品。

### テレビドラマ
- しまねがドラマになるなんて!（2021年10月20日 - 12月22日、さんいん中央テレビ） - 石見真之介 役[6]
  - しまねがドラマになるなんて!リターンズ（2022年12月26日 - 28日、さんいん中央テレビ）[5]
- 祈りのカルテ 研修医の謎解き診察記録 第3話（2022年10月22日、日本テレビ） - 町田翔馬 役[9][10]
- 社内処刑人〜彼女は敵を消していく〜 第8話（2024年6月7日、関西テレビ） - 副島陽太（高校時代） 役[11]
- 素晴らしき哉、先生!（2024年8月18日 - 10月6日、朝日放送テレビ・テレビ朝日） - 山本仁成 役[12][13]
- MADDER その事件、ワタシが犯人です 第2話（2025年4月18日、関西テレビ・フジテレビ） - 滝田 役[14]

### 配信ドラマ
- ヒミツのアイちゃん（2021年4月13日 - 6月15日、FOD） - 髙田亮太 役[1]
- 古書堂ものがたり 第2話「黒塗り楽譜と転校生」（2023年4月25日、Lemino・ひかりTV） - 矢上数磨 役[15]
- 御手洗家、炎上する 第4話（2023年7月13日、Netflix） - 野本耕太郎（青年期） 役[16]
- ポテトピクチャーズ（YouTube）
  - ビターバレンタイン（2024年2月9日）[1]
  - 親友からの告白「嬉しかった、でも…」（2024年10月11日）[1]
- 素晴らしき哉、高校生! 第7話「バンドの魂!!」（2024年9月29日、TVer） - 山本仁成 役
- 最弱の転校生（2025年7月22日、DMM TV） - 鳥居みつる 役[1]

### 映画
- 青山学院大学卒業制作 短編映画『Sister』 （2020年7月19日） - 主演・松原優太 役[1][17]
- アキラとあきら（2022年8月26日、東宝） - 山崎瑛（青年期） 役[18]

### 舞台
- 舞台『ハイスクール・ハイ・ライフ』（2022年8月10日 - 14日、R'sアートコート） - 椿 役[7][8]

### CM
- ヤマハミュージックジャパン「おかえり、おんがく。」（2021年2月17日 - ）[1]
- ファミリーマート FamilyMartVision「ClipVoice」（2023年6月6日 - ）[19]
- 豊田工業大学「進むなら足跡のない方へ」（2023年12月23日 - ）[1]

### ミュージック・ビデオ
- バレーボウイズ『ひとみ』（2020年3月21日 - ）[2]
- mona+『ONE AND ONLY』（2022年10月18日 - ）[1]
- 声にならないよ『生きる理由になったから』（2023年11月23日 - ）[1]
- VILLSHANA『2am feat.茉ひる』（2024年4月1日 - ）[1]